# Stopień wodny Iffezheim

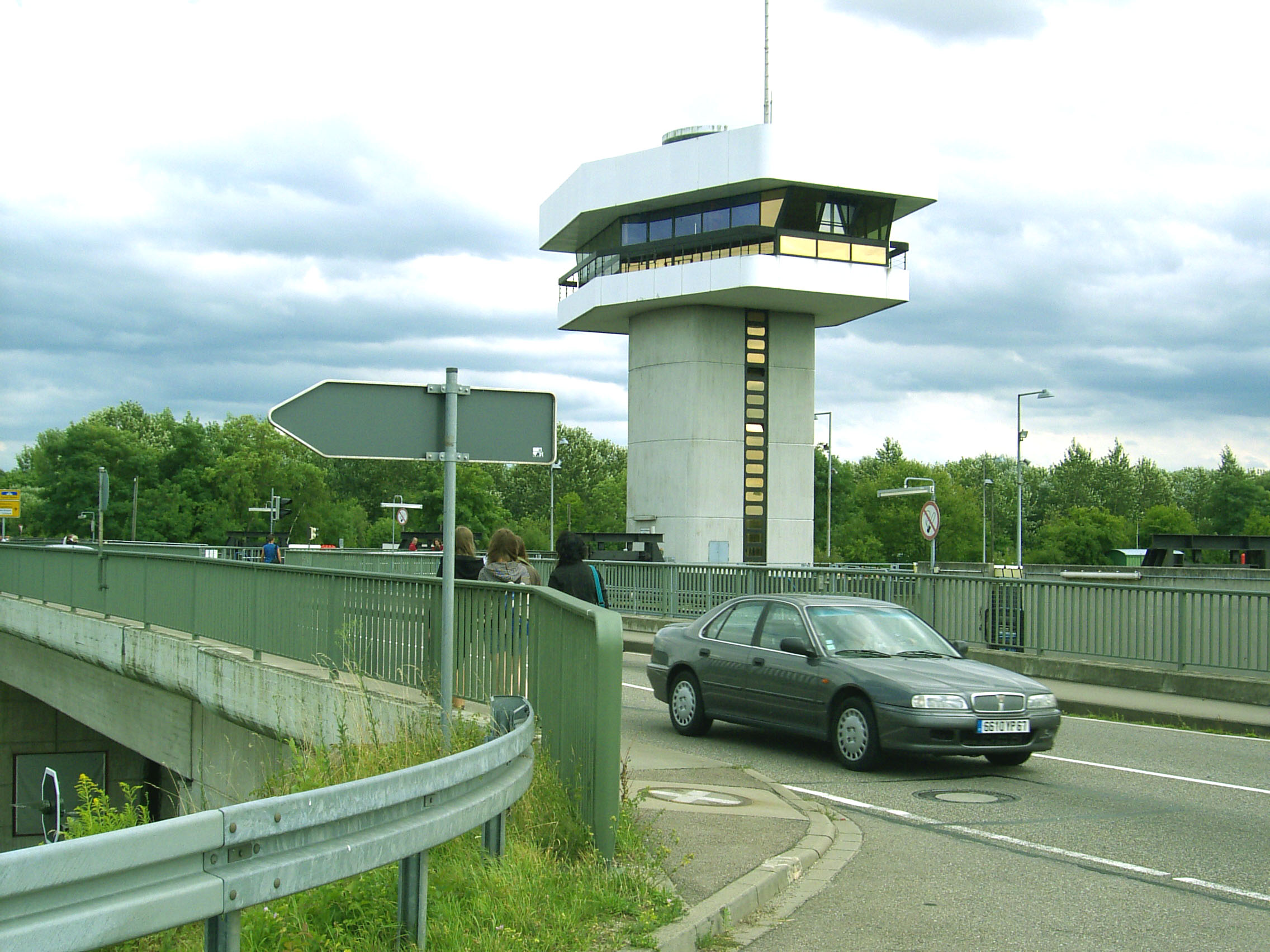
Wieża sterownicza

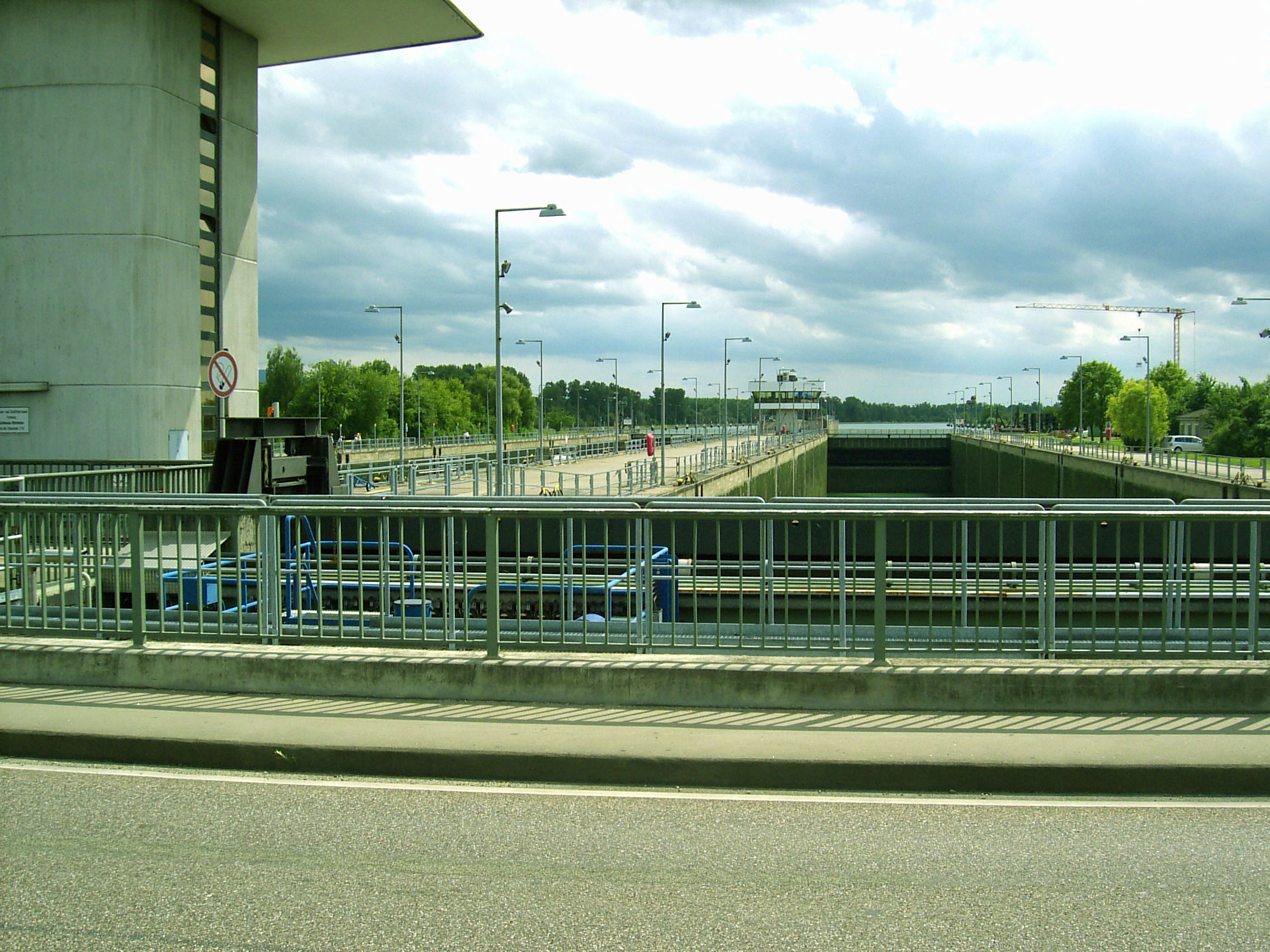
Jedna z komór w śluzie

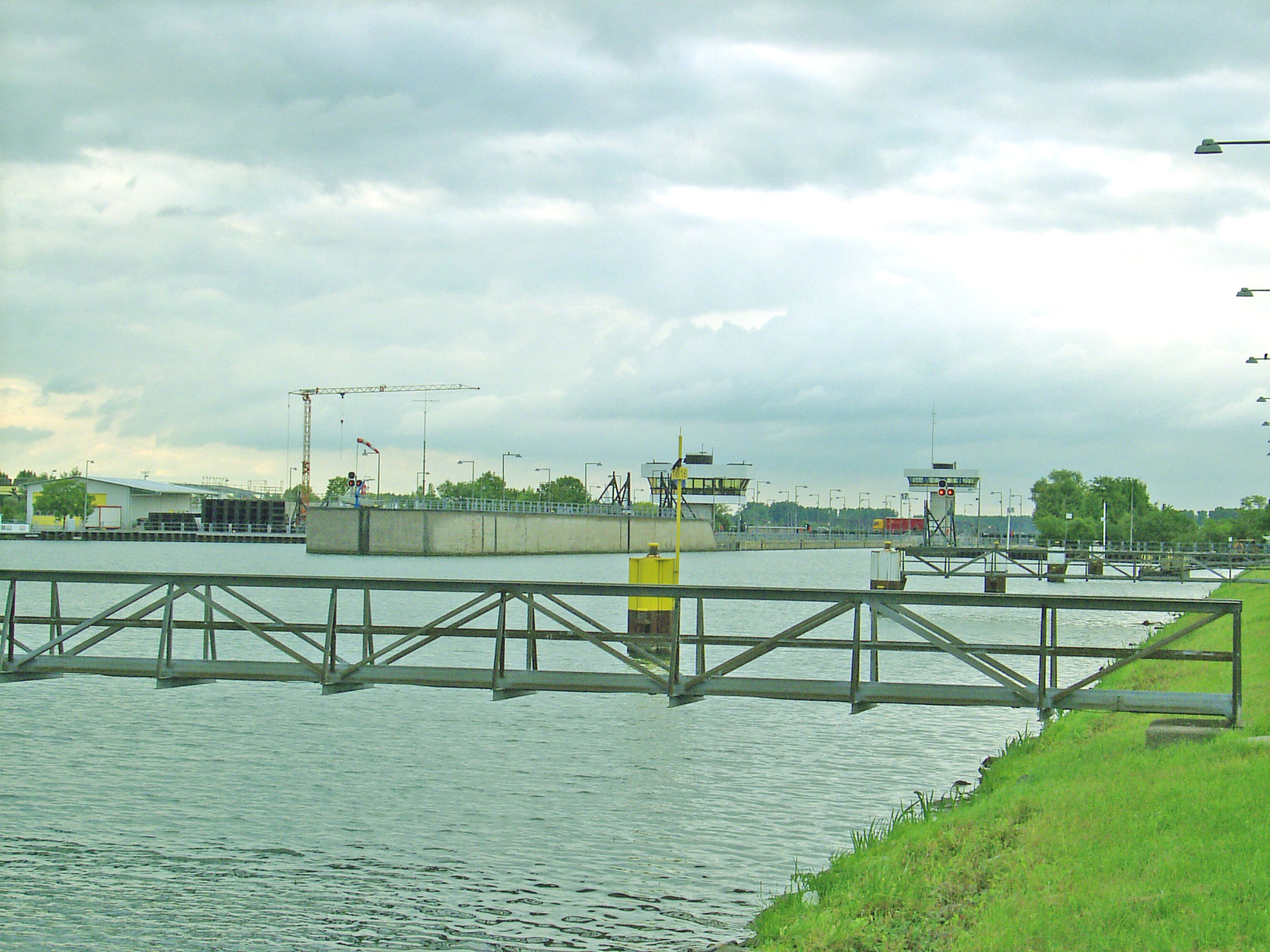
Widok od strony awanportu górnego

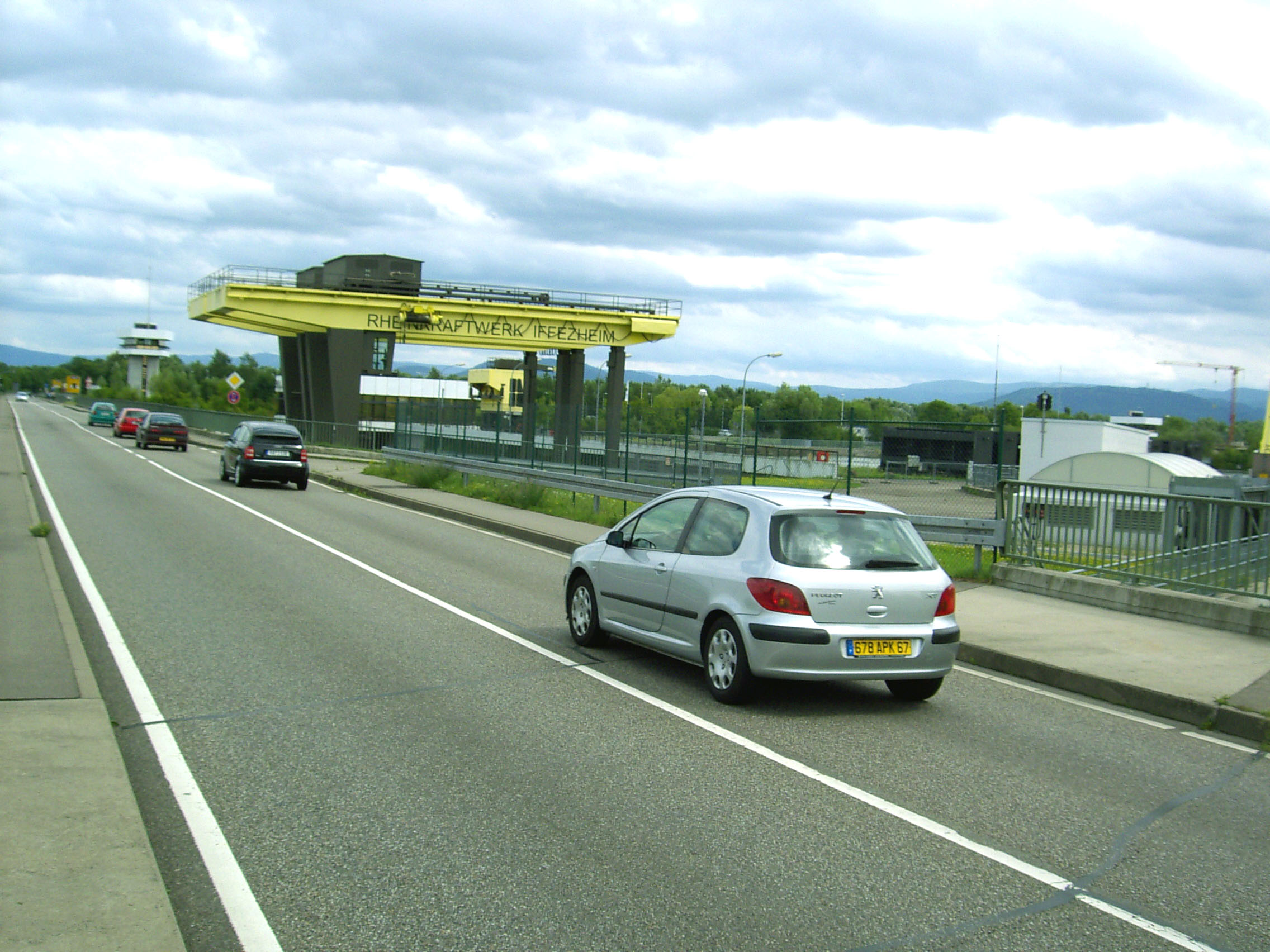
Elektrownia wodna oraz droga B500

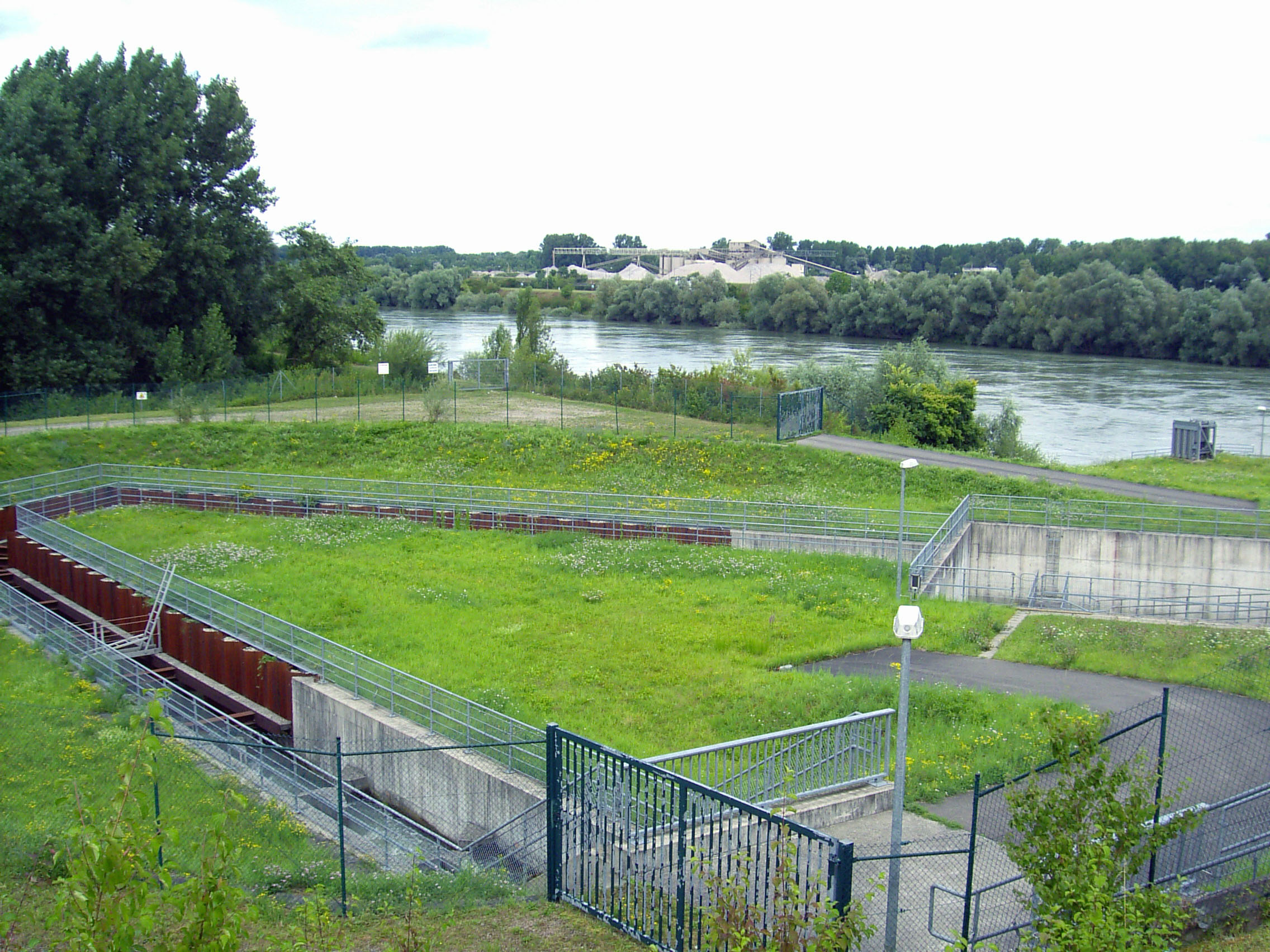
Przepławka dla ryb

Stopień wodny Iffezheim (niem. Staustufe Iffezheim) – stopień wodny na granicznej rzece Ren niedaleko miejscowości Iffezheim. Usytuowany jest na 334 km biegu Renu. Jest jednym z największych stopni wodnych w Niemczech. W skład stopnia wchodzi jaz, śluza, elektrownia wodna i przepławka dla ryb. Jednocześnie stopień pełni funkcję mostu przez Ren, albowiem przebiega nim trasa B500. Rocznie przez stopień wodny przepływa około 40 tys. statków.
Stopień ten jest dziesiątym z kolei w łańcuchu regulacji biegu Górnego Renu, licząc stopnie położone dalej na północ od Bazylei i tym samym ostatnim stopniem na Renie. Zarządcą hydroelektrowni jak i stopnia jest powołana w tym celu spółka francusko-niemiecka Rheinkraftwerk Iffezheim GmbH (RKI), w której po 50% udziałów należy do niemieckiego EnBW (Energie Baden-Württemberg) oraz do francuskiego EDF (Électricité de France). EDF posiada również 45,01% udziałów w EnBW.

## Historia
- 1840 – niemiecki inżynier Johann Tulla zaproponował uregulowane Renu na odcinku pomiędzy Badenią a Francją
- 1902 – próby użycia energii wodnej Renu przez alzackiego inżyniera Koechlina
- 1928 – rozpoczęcie budowy pierwszych obiektów regulujących bieg rzeki, takich jak Grand Canal d'Alsace oraz pierwszych czterech hydroelektrowni
- 1956 – rozpoczęcie budowy cztery dalszych stopni wodnych
- 1969 – podpisanie francusko-niemieckiej umowy dotyczącej budowy stopni wodnych w Gambsheim i Iffezheim.
- 1970 – przygotowanie środków, zatwierdzenie planu budowy, nabycie gruntu po obu stronach Renu (około 400 ha), oczyszczanie terasy zalewowej, wiercenia
- 1974 – rozpoczęcie właściwych prac budowlanych stopnia wodnego Iffezheim
- 1978 – uruchomienie hydroelektrowni przy stopniu Iffezheim
- 1997 – podpisanie umowy dotyczącej budowy przepławek w Iffezheim i Gambsheim
- 2000 – uruchomienie przepławki w Iffezheim
- 2009 – rozpoczęcie budowy piątej turbiny w Iffezheim

## Dane techniczne
- W hydroelektrowni zainstalowane są 4 turbiny Kaplana o średnicy 5,8 m
- Moc każdej z turbin to 27 MW
- Nominalna szybkość obrotowa turbin to 100 obr/sek
- Wysokość piętrzenia nominalnego to 10,8 m
- Przepustowość nominalna to 1100 m³/s
- Maksymalna zdolność przepustowa jazu to 75 000 m³/s
- Średnia roczna moc wytwórcza to 740 mln kWh

## Jaz
Jaz stopnia wodnego Iffezheim usytuowany jest po francuskiej stronie Renu. Składa się z sześciu przęseł o szerokościach 20 m. Całość oparta jest na płaskim progu założonym na poziomie dna rzeki. Zasuwy wyposażone są w hydraulicznie uruchamiane klapy, które w razie konieczności mogą zwiększyć przepustowość całego stopnia. 

## Śluza
Śluza składa się z dwóch komór, które umieszczone są obok siebie. Takie rozwiązanie techniczne umożliwia dużą przepustowość. Wysokość podnoszenia wynosi przeciętnie 10,8 metra. Wielkość jednej komory śluzy wynosi 270 × 24 m. Przez śluzę przepływać może do sześciu statków naraz, w zależności od ich wielkości. Cały proces śluzowania sterowany jest z wieży sterowniczej umieszczonej pomiędzy obiema komorami.

## Przepławki
Przepławka w okolicach Iffezheim zaczyna się poniżej elektrowni, a powyżej obiektu z powrotem wpada do rzeki. Tą drogą wędrowne ryby mogą pokonać stopień wodny. W 1987 Międzynarodowa Komisja Ochrony Renu (Internationale Kommission zum Schutze des Rheins, IKSR) wprowadziła program ponownego osiedlenia się dużych ryb wędrujących takich jak łosoś, pstrąg morski, aloza, minóg morski i jesiotr przez stworzenie im stabilnej przestrzeni życiowej, aby umożliwić im powrót do dawnych tarlisk. Jednym z projektów była budowa przepławek dla ryb w Iffezheim i Gambsheim. Budowa została sfinansowana zarówno przez Francję jak i przez Niemcy oraz RKI. Przepławka w Iffezheim składa się z 37 komór w których spadek wody wynosi mniej niż 4°. Całość ma długość 300 m. Podczas budowy przepławki stopień zaopatrzono w dodatkową turbinę o mocy 1,05 MW.

## Rozbudowa
W 2009 rozpoczęto rozbudowę hydroelektrowni o dodatkową turbinę, przez co zainstalowana moc wzrośnie o 38 MW dając rocznie kolejne 130 mln kWh, co pozwoli zaopatrzyć w energię regeneratywną dodatkowe 90 tys. odbiorców. Oddanie do użytku turbiny planowane jest na rok 2012.